# دوري الدرجة الأولى الأرجنتيني 1918
دوري الدرجة الأولى الأرجنتيني 1918 (بالإسبانية: Campeonato de Primera División 1918)‏ هو الموسم 27 من دوري الدرجة الأولى الأرجنتيني. أشرف على تنظيمه اتحاد الأرجنتين لكرة القدم، وكان عدد الأندية المشاركة فيه 20، وفاز فيه نادي راسينغ.